# Круковский, Влодзимеж
Влодзимеж Круковский (1887—1941) — польский учёный, инженер-электрик, профессор Львовской Политехники.

## Биография
Влодзимеж Круковский родился 19 сентября 1887 года в городе Радоме в семье судьи. Окончил Нарвскую гимназию, после чего некоторое время учился на физико-математическом факультете Санкт-Петербургского университета. В 1913 году окончил факультет элетротехники Дармштадтского технического института. Работал ассистентом в сейсмографическом институте, два раза удостаивался наград за победу в соревнованиях по физической и электротехнической промышленности. Позднее работал в Институте физики при Дармштадтском политехническом институте, в 1918 году защитил докторскую диссертацию.
В 1912—1926 годах работал инженером, главным инженером, заместителем начальника, начальником электротехнической лаборатории компании «Сименс-Шукерт» в Нюрнберге. Вернувшись в Польшу, по образу и подобию этой лаборатории создал лабораторию Главного управления мер и весов. Состоял научным советником и членом Комиссии по электроэнергии при этом управлении. Избирался членом Совета директоров польских заводов компании «Сименс-Шукерт», неоднократно совершал научные поездки по Германии и Италии.
Активно занимался педагогической деятельностью, читал лекции на электротехническом факультете Варшавского политехнического университета. С 1930 года работал профессором кафедры электротехнических измерений, начальником электротехнической лаборатории Львовской политехники. В 1934 году избран членом-корреспондентом, а в 1936 году — членом Академии технических наук Польши. Избирался также членом Львовского научного общества и Польского политехнического общества. С 1939 года был проректором Львовской политехники, сохранил свой пост и при Советской власти.
Являлся автором более чем 20 научных работ, обладателем 60 патентов, зарегистрированных в 9 странах. Круковский разработал электролитический счётчик со специальным электродом, получившим широкое распространение в предвоенной Европе.
После прихода Советской власти Круковский продолжал заниматься научной и общественной деятельностью. Избирался председателем Львовской городской избирательной комиссии на выборах в Львовский городской Совет депутатов трудящихся. С приходом немецких войск оказался в оккупации. В ночь с 3 на 4 июля 1941 года Круковский был расстрелян вместе с группой представителей львовской интеллигенции польского происхождения.